# Géraldine Reuteler
Géraldine Reuteler (født 21. april 1999) er en kvindelig schweizisk fodboldspiller, der spiller midtbane for tyske Eintracht Frankfurt i 1. Frauen-Bundesliga og Schweiz' kvindefodboldlandshold. 
Hun fik sin officielle debut på det schweiziske landshold den 10. juni 2017 mod England, som indskiftning i 60. minut for Martina Moser. Efterfølgende deltog Reuteler ved EM i fodbold 2017 i Holland. Hun blev også udtaget til landstræner Nils Nielsens officielle trup mod EM i fodbold for kvinder 2022 i England.